# José Marzán

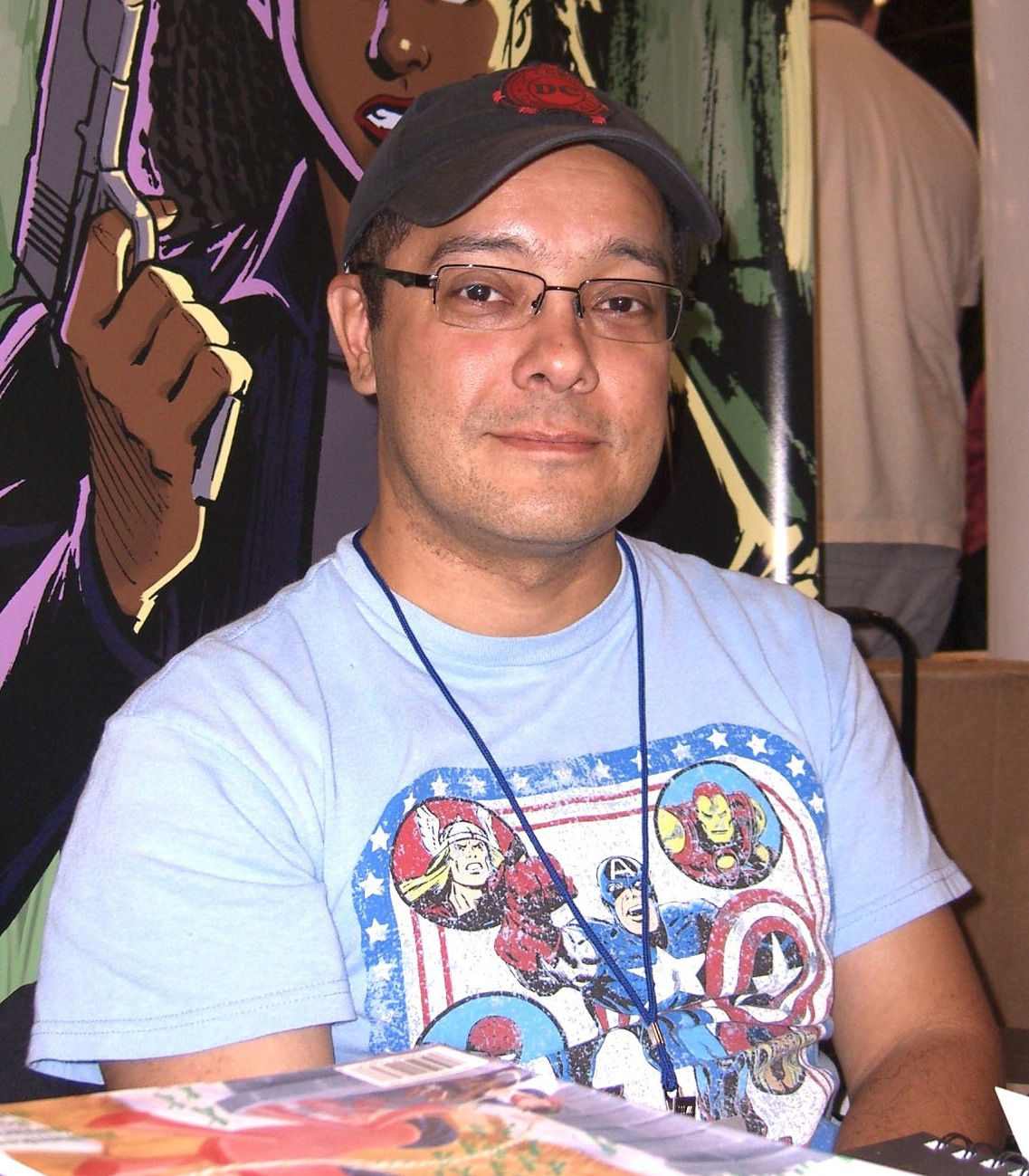
José Marzán 2010

José Marzán Jr. (* 4. September 1966 in New York) ist ein US-amerikanischer Comiczeichner.

## Leben und Arbeit
Marzán jr. begann Ende der 1980er Jahre als professioneller Comiczeichner zu arbeiten. Dabei ist er überwiegend als Tuschezeichner tätig, der die Bleistiftvorzeichnungen anderer Künstler überarbeitet und verfeinert.
Zu den zahlreichen bekannten Comicserien, an denen Marzán Jr. im Laufe seiner Karriere als Inker (Tuscher) gearbeitet hat, zählen unter anderem Action Comics, Final Night und Nightwing für DC Comics, sowie Marvel Comics Presents für Marvel Comics. Seine bislang populärste Arbeit lieferte Marzán jr. als Tuscher der Serie The Flash, für die er von 1990 bis 1999 mehr als neun Jahre lang von der Nummer #38 bis zur #151 tätig war.